# بولاستيا
بولاستيا (باللغة السنسكريتية: पुलस्त्य)، و(بالإنجليزية: Pulastya)‏، هو واحد من البراجاباتيين العشرة، وأحد أبناء براهما المولودين بالعقل (ماناسابوترا) في الهندوسية. وهو أيضًا واحد من السابتاريشي (الحكماء السبعة الكبار) في العصر أو التجلي الكوني الأول لمانو، مانفانتارا. ويقال إن الحكيم قد ظهر من أذن براهما كما جاء في نص بهاجافاتا بورانا. إنه بمثابة الوسيط الذي من خلاله وصلت بعض البورانات للبشرية.